# Partisania
Partisania es un género de foraminífero bentónico de la familia Partisaniidae, de la superfamilia Robuloidoidea, del suborden Lagenina y del orden Lagenida. Su especie tipo es Partisania typica. Su rango cronoestratigráfico abarca el Wuchiapingiense (Pérmico superior).

## Clasificación
Partisania incluye a las siguientes especies:
- Partisania flangensis †
- Partisania sigmoidalis †
- Partisania typica †